# Wybory prezydenckie w Rosji w 2018 roku

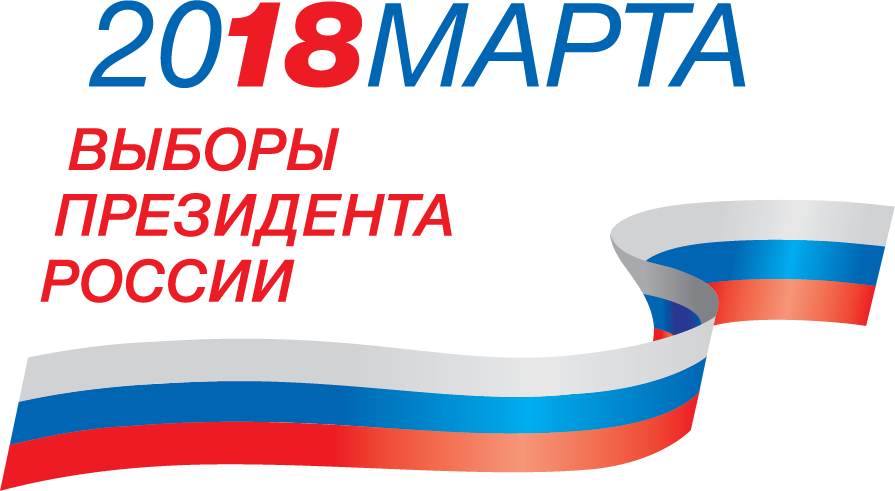

Wybory prezydenckie w Rosji w 2018 roku odbyły się 18 marca 2018 roku.
Data wyborów prezydenckich została przesunięta z 11 marca na 18 marca, tak aby wypadły one w rocznicę aneksji Krymu przez Rosję.
Urzędujący prezydent Władimir Putin potwierdził start w wyborach w 2018 roku. O stanowisko prezydenta zamierzał również ubiegać się opozycjonista Aleksiej Nawalny.

## Kandydaci
W terminie 18 grudnia 2017 do 12 stycznia 2018 CKW otrzymała zawiadomienia o działaniach związanych z chęcią nominacji kandydatów na stanowisko prezydenta Federacji Rosyjskiej od 70 podmiotów w tym 24 od partii politycznych i 46 od inicjatyw obywatelskich (bezpartyjnych). Ostatecznie jednak przedstawionych zostało 22 kandydatów (dwóch z partii parlamentarnych), a tylko 15 kandydatów zostało nominowanych w czasie spotkań grup inicjatywnych wyborców zgodnie z obowiązującym prawem. Cały proces przeprowadzony przez Centralną Komisję Wyborczą Federacji Rosyjskiej zakończył się rejestracją 8 kandydatów w dniu 8 lutego 2018.

### Oficjalni kandydaci
Lista kandydatów, którzy zostali oficjalnie zarejestrowani przez Centralną Komisję Wyborczą Federacji Rosyjskiej (CKW). Kandydaci są wymienieni w kolejności, w jakiej występują na karcie do głosowania (kolejność wg alfabetu rosyjskiego).
| Kandydat            | Partia                    | Funkcja/zawód | Data rejestracji |
| ------------------- | ------------------------- | --- | ---------------- |
| Siergiej Baburin    | Rosyjski Związek Narodowy | Deputowany do Zjazdu Deputowanych Ludowych ZSRR (1990-1993), deputowany do Dumy Państwowej (1994-2000, 2003-2007)                                       | 7 lutego 2018    |
| Pawieł Grudinin     | KPFR                      | Deputowany do Dumy Obwodu Moskiewskiego (1997-2011), przedsiębiorca                                                                                     | 12 stycznia 2018 |
| Władimir Żyrinowski | LDPR                      | Deputowany do Dumy Państwowej (od 1993) | 29 grudnia 2017  |
| Władimir Putin      | Niezależny                | Prezydent Rosji (2000-2008) i (2012-nadal) | 6 lutego 2018    |
| Ksienija Sobczak    | Niezależna                | Prezenterka telewizyjna, dziennikarka, celebrytka | 8 lutego 2018    |
| Maksym Surajkin     | Komuniści Rosji           | Przewodniczący partii Komuniści Rosji od 2012 | 8 lutego 2018    |
| Borys Titow         | Partia Wzrostu            | Przewodniczący Partii Wzrostu od 2016 | 7 lutego 2018    |
| Grigorij Jawlinski  | Jabłoko                   | Przewodniczący partii Jabłoko (1993-2008), deputowany do Dumy Państwowej (1993-2003), deputowany do Zgromadzenia Ustawodawczego Petersburga (2011-2016) | 7 lutego 2018    |

### Odrzucone kandydatury
| Kandydat             | Partia                        | Uwagi |
| -------------------- | ----------------------------- | --- |
| Wiktor Czeriepnin    | bezpartyjny                   | Bezrobotny z Czelabińska, złożył dokumenty rejestracyjne w CKW 7 stycznia 2018. Komisja odrzuciła kandydaturę z powodu niespełnienia wymogów formalnoprawnych (grupa inicjatywna była złożona z 34 osób na 500 wymaganych). |
| Aleksandr Czuchlebow | bezpartyjny                   | Lider ruchu społecznego „Odrodzenie” ogłosił 15 listopada 2017 zamiar kandydowania w wyborach prezydenckich. Czuchlebow został nominowany przez grupę aktywistów ze swojego ruchu 24 grudnia. 26 grudnia złożył dokumenty rejestracyjne w CKW. 2 stycznia 2018 CKW odrzuciła kandydaturę z powodu uchybień prawnych (posiadanie fińskiego pozwolenia na pobyt). |
| Aina Gamzatowa       | bezpartyjna                   | Dziennikarka i właścicielka największego koncernu mediowego. Żona Najwyższego Muftiego Dagestanu. Została nominowana na kandydata na prezydenta przez grupę inicjatywną w dniu 30 grudnia 2017. W dniu 1 stycznia 2018 złożyła dokumenty rejestracyjne w CKW. Komisja zatwierdziła dokumenty Gamzatowej, a następnie odrzuciła je po odkryciu wielu naruszeń. |
| Marina Kopionkina    | Rosneda                       | Kierownik Ośrodka Dzieci i Młodzieży, złożyła dokumenty rejestracyjne w CKW w dniu 11 stycznia 2018. Kandydatura Kopionkiny została odrzucona przez CKW 16 stycznia. |
| Oleg Lurie           | bezpartyjny                   | W dniu 20 grudnia 2017 CKW ogłosiła, że dziennikarz Oleg Lurie powiadomił Komisję, że zamierza uczestniczyć w wyborach jako kandydat. Lurie został nominowany przez grupę inicjatywną 24 grudnia. W tym samym dniu złożył dokumenty rejestracyjne w CKW. Kandydatura Lurie została odrzucona przez Komisję 25 grudnia z powodu wcześniejszego wyroku skazującego oraz niespełnienia wymogów formalno-prawnych. |
| Aleksiej Nawalny     | bezpartyjny                   | Nawalny ogłosił swoją kandydaturę i rozpoczęcie kampanii wyborczej 13 grudnia 2016. W dniu 24 grudnia 2017 Nawalny złożył dokumenty rejestracyjne w CKW. Kandydatura Nawalnego została odrzucona przez Komisję 25 grudnia z powodu wcześniejszego wyroku skazującego. |
| Siergiej Poloński    | bezpartyjny                   | Adwokat przedsiębiorcy ogłosił zamiar kandydowania Polońskiego na prezydenta 15 grudnia 2016 podczas procesu sądowego o oszustwo. Poloński zwolniony z więzienia na mocy amnestii ogłosił zamiar kandydowania na prezydenta Rosji w dniu 8 listopada 2017. Tego samego dnia Centralna Komisja Wyborcza oświadczyła, że Poloński nie może zarejestrować się jako kandydat z powodu wyroku skazującego za oszustwo. Dokumenty rejestracyjne zostały odrzucone 25 grudnia z powodu uchybień formalno-prawych i wyroku skazującego.                                       |
| Jelena Siemierikowa  | Dialog Kobiet                 | Doradczyni Przewodniczącej Rady Federacji Rosyjskiej, przewodnicząca partii „Dialog Kobiet”, ogłosiła swoją kandydaturę 31 października 2017. Została nominowana przez partię w dniu 20 grudnia. W dniu 24 grudnia złożyła dokumenty rejestracyjne w Centralnej Komisji Wyborczej. 25 grudnia CKW odrzuciła nominację Siemierikowej na prezydenta, która została podjęta na kongresie partii z powodu braku kworum. Delegaci z co najmniej połowy podmiotów federalnych (43 z 85) są zobowiązani do ważnej nominacji, podczas gdy w kongresie wzięło udział tylko 24. |
| Jurij Sidorow        | Partia Małego Biznesu w Rosji | Partia Małego Biznesu w Rosji nominowała swojego przewodniczącego, biznesmena Jurija Sidorowa na kongresie partii w dniu 23 grudnia 2017. Sidorow złożył dokumenty rejestracyjne w CKW w dniu 3 stycznia 2018. Komisja odrzuciła kandydaturę w dniu 5 stycznia po tym, jak ustaliła, że Siedorow nie przestrzegał prawa wyborczego. |

## Wyniki
Wybory prezydenckie z wynikiem 76,69% ważnie oddanych głosów wygrał Władimir Putin. Frekwencja wyborcza wyniosła 67,50%.
| Kandydat                                                | Kandydat                          | Partia                            | Głosy       | %     |
| ------------------------------------------------------- | --------------------------------- | --------------------------------- | ----------- | ----- |
|                                                         | Władimir Putin                    | Niezależny                        | 56 430 712  | 76,69 |
|                                                         | Pawieł Grudinin                   | KPFR                              | 8 659 206   | 11,77 |
|                                                         | Władimir Żyrinowski               | LDPR                              | 4 154 985   | 5,65  |
|                                                         | Ksienija Sobczak                  | Niezależna                        | 1 238 031   | 1,68  |
|                                                         | Grigorij Jawlinski                | Jabłoko                           | 769 644     | 1,05  |
|                                                         | Borys Titow                       | Partia Wzrostu                    | 556 801     | 0,76  |
|                                                         | Maksym Surajkin                   | Komuniści Rosji                   | 499 342     | 0,68  |
|                                                         | Siergiej Baburin                  | Rosyjski Związek Narodowy         | 479 013     | 0,65  |
| Nieważne/puste głosy                                    | Nieważne/puste głosy              | Nieważne/puste głosy              | 791 258     | 1,08  |
| Razem                                                   | Razem                             | Razem                             | 73 578 992  | 100   |
| Zarejestrowani wyborcy/frekwencja                       | Zarejestrowani wyborcy/frekwencja | Zarejestrowani wyborcy/frekwencja | 109 008 428 | 67,50 |
| Źródło: Centralna Komisja Wyborcza Federacji Rosyjskiej |                                   |                                   |             |       |